# 齊鐵恨
齊鐵恨（1892年—1977年7月），北京健锐营人，生于北京香山，北京籌邊高等學堂畢業，是臺灣推行國語運動的先驅。台灣戰後大量師生每天收聽其電台節目以自修中華民國國語。

## 生平
本名勛，自號鐵恨。籍貫北京健銳營蒙古旗，1892年3月4日出生於大清北京西郊香山，五歲喪父，跟随母亲寄居外祖父家，入姨父的私塾，七岁进小学。隨後，他又入知方學社，成為該社第一屆畢業生之一。後來，他又入專為八旗子弟設的滿蒙文高等學堂（北京籌邊高等學堂前身），學習滿文及蒙古文。
畢業後，他在一九一四年他進入北京京師公立西郊第八小學校擔任教師，後又被升任為北京公立西郊第六小學校正教員兼校長；此時，他開始著手與校內同事研究「注音字母」的教學問題。不久，他又被改調北京公立西郊第三小學校及北京公立西郊第四小學校，又接連任職於北京城內第二十八小學校、北京城內第十七小學、北京城內第八小學。課餘時間，他積極參加中華民國教育部在北京開辦的國語講習會（教師國語訓練班），並因而接觸到王怡、錢玄同、黎錦熙等人的國語教育理論，開始致力於學習漢文。
1923年（民國十二年），他受聘至上海商務印書館編譯所擔任編審，並以編輯國語書刊為主要業務；同時，他也在函授學校擔任國語科主任，又協同吳敬恆籌辦由商務印書館附設的上海國語師範學校。
1924年，他在上海國語師範學校正式開學後任職該校教師，又在課餘時間至商務印書館編譯所工作。
1928年（民國十七年），他編輯完成《國語羅馬字學習書》。
1931年（民國二十年），他前往日本講學，並以「中華國語之要素」為講演題目。
1932年（民國二十一年）一·二八事變爆發隔日，商務印書館館舍毀於火災，其編譯所因而宣告解散；隨後，齊鐵恨開始在國立暨南大學、大夏大學、清心中學等校講授國文、國語等科目。
1946年（民國三十五年），他前往臺灣，擔任臺灣省國語推行委員會常務委員，同時在廣播電臺擔任國語講座。5月1日起連續八年出任臺灣廣播電臺《國語讀音示範》節目主講，朗讀中華民國國語課本，他在電台裡的發音是當時最權威的標準音，接替1922年趙元任《國語留聲片課本》（該節目在1946年3月啟播時用趙元任的留聲片，4月播畢）。此外，他也在國立臺灣大學、國立臺灣師範大學、臺北市教師語文專修班等處兼任教師。
1959年（民國四十八年），臺灣省國語推行委員會奉令裁撤，他隨後申請退休，但繼續主持國語日報服務部，並在該報報社任常務董事。
1977（民國六十六年）7月15日，因心臟衰竭去世，享年八十五歲。副總統嚴家淦，特頒匾額，上書「遺徽永在」四字，表揚其生前美好的德行與推行國語的貢獻。與其夫人合葬於臺北市木柵區的「河北公墓」。

## 國語讀音示範
1946年5月1日起，由「老北京」齊鐵恨先生每日在清晨7時，在電台擔任「國語讀音示範」，播講民眾國語讀本、國語會話，國民學校國語、常識、歷史、各種課本，供學國語的人收聽，匡正語音。當時的學校教師現聽現學現教，使廣大的學生也能及時學到國語，學習標準的國音。
主講的「國語讀音示範」節目首先播講省教育處編印的四冊《民眾國語讀本》，並由讀本編者林紹賢擔任該節目的閩南語翻譯。接著，第二部付諸廣播的是《國民學校暫用國語讀本》，由國語推行委員會幹事林良擔任節目翻譯。

## 代表著作
- 《國語變音舉例》
- 《破音字講義》
- 《同義異讀單字研究》
- 《國語問題解答》
- 《北平的俏皮話兒》[9]

## 軼事
- 據研究指出，齊鐵恨藉著廣播將其口音廣為傳布於臺灣地區，並因而使得當地的中華民國國語與大陸地區日後所推行的普通話產生一些常見的發音差異（如「和」字的讀音）。[13][14]
- 老舍在寫作小說《駱駝祥子》前曾諮詢齊鐵恨其生活經歷。[13]因為齊鐵恨先生生長在北平的西山，山下有多家養駱駝的。老舍要把「車夫與駱駝」作為「駱駝祥子的故事的心核」。他接到齊鐵恨先生回信，發現如果以駱駝為主寫這部小說，自己所得到的一些材料不足調用，於是他決定以他熟悉的車夫為主寫小說。多年以後1990年代，老舍的兒子舒乙訪問台灣，舒乙曾在《人民日报》发表《乡音灌耳》的文章，為台灣推廣國語的成就感慨了一番。他说：「台湾人居然一口北京话！而且全岛由北到南，由西到东，由大人到小孩，由外乡人到‘原住民’，全会！全岛二千万人全说北京音的国语，真是一个奇迹……”」。但是舒乙還是發現了一個發現台灣所有的人在所有的場合把連詞「和」字都念成hàn（「汗」），於是好奇地詢問為什麼。當時台灣作家何欣解釋說：「這是齊鐵恨先生在電台上教的，他的話就是法律，怎麼教就怎麼說了。」舒乙大笑，說：「齊先生使勁使過分了。」隨後，由於台灣和大陸的隔絕，台灣人說的國語成了方言島，「和」保持了hàn的發音。[11]

## 外部連結
- 教育部終身教育司 （页面存档备份，存于）
- 國家教育研究院 （页面存档备份，存于）